# Myśliborzyce (województwo mazowieckie)
Myśliborzyce – wieś sołecka w Polsce położona w województwie mazowieckim, w powiecie płockim, w gminie Brudzeń Duży.
W latach 1975–1998 miejscowość administracyjnie należała do województwa płockiego. 1 grudnia 2007 doszło do wykrycia w tej miejscowości na jednej z ptasich ferm wirusa ptasiej grypy H5N1.

## Transport
Przez centrum Myśliborzyc przebiega droga wojewódzka nr 562 łącząca Szpetal Górny z Płockiem, oraz droga doprowadzająca do Rembielina.